# Устриця (рід)
Устриця (Ostrea) — рід їстівних морських двостулкових молюсків з родини Устрицеві (Ostreidae). Древній рід, добре відомий за викопними рештками.
Як мінімум один вид з цього роду — Ostrea lurida — був відзначений у археологічних розкопках вздовж узбережжя центральної Каліфорнії на Тихому океані, що показує, що цей вид використовувався як їжа корінними американцями.

## Види
Містить такі види:
- Ostrea angasi Sowerby, 1871
- Ostrea conchaphila (Carpenter, 1857)
- Ostrea cristata (Born, 1778)
- Ostrea denselamellosa （Lischke, 1869）
- Ostrea digitalina †
- Ostrea edulis (Linnaeus, 1758) — устриця їстівна
- Ostrea equestris (Say, 1834)
- Ostrea gryphoides †
- Ostrea lurida (Carpenter, 1864)
- Ostrea megadon (Hanley, 1846)
- Ostrea sandvicensis